# سيمون فابر
سيمون فابر (بالدنماركية: Simon Faber)‏ هو سياسي دانمركي وألماني، ولد في 11 سبتمبر 1968 في فلنسبورغ في ألمانيا. حزبياً، نشط في جمعية ناخبي جنوب شليسفيغ. وقد انتخب عمدة.

## روابط خارجية
- سيمون فابر على موقع ميوزك برينز (الإنجليزية)